# Przekaźnik

Symbol przekaźnika z przełącznikiem styków

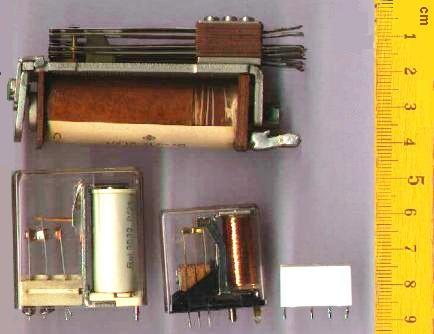

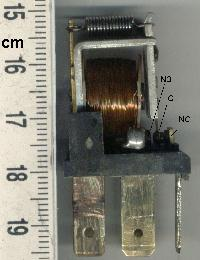

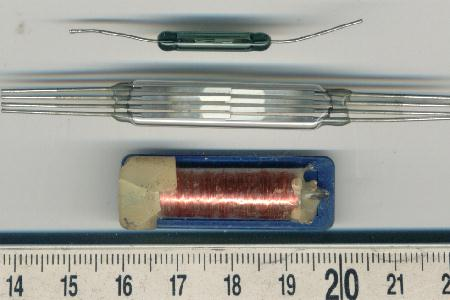

Przekaźnik – urządzenie elektryczne lub elektroniczne zaprojektowane do wywołania ustalonej nagłej zmiany stanu w jednym lub więcej obwodach wyjściowych przy spełnieniu odpowiednich warunków wejściowych. Przekaźnik reaguje na zmianę pewnej wejściowej wielkości fizycznej (na przykład napięcia, natężenia prądu, ciśnienia płynu, temperatury) w taki sposób, że po przekroczeniu pewnej jej wartości sygnał wyjściowy zmienia się skokowo (z reguły z włącz na wyłącz albo odwrotnie).

## Zastosowanie
Dzięki przekaźnikom sygnały o większej amplitudzie, większym poziomie napięć lub prądów mogą wywoływać skutki w obwodach, w których obowiązują inne poziomy sygnałów. Przekaźniki stosuje się również do zwielokrotniania sygnałów.
Przekaźniki mogą reagować na odpowiednie kryterium wielkości wejściowej. Przykładowo, przekaźnik nadprądowy pobudzi się (zadziała) wtedy, gdy wartość płynącego przez niego prądu przekroczy nastawioną wartość, czyli kryterium zadziałania wygląda następująco:
{\displaystyle I>I_{r}}
przy czym {\displaystyle I_{r}} jest wielkością nastawioną przekaźnika (tak zwaną wartością rozruchową).
Rozróżnia się przekaźniki nadmiarowe (czyli reagujące na wzrost wielkości mierzonej powyżej określonego poziomu), jak i niedomiarowe (reagujące na spadek wielkości mierzonej poniżej określonego poziomu).
Przekaźniki mogą reagować nie tylko na sygnały typu prąd lub napięcie, ale także na temperaturę, częstotliwość, kąt fazowy między prądem a napięciem i tym podobne.

## Typy przekaźników

### Przekaźniki elektromagnetyczne

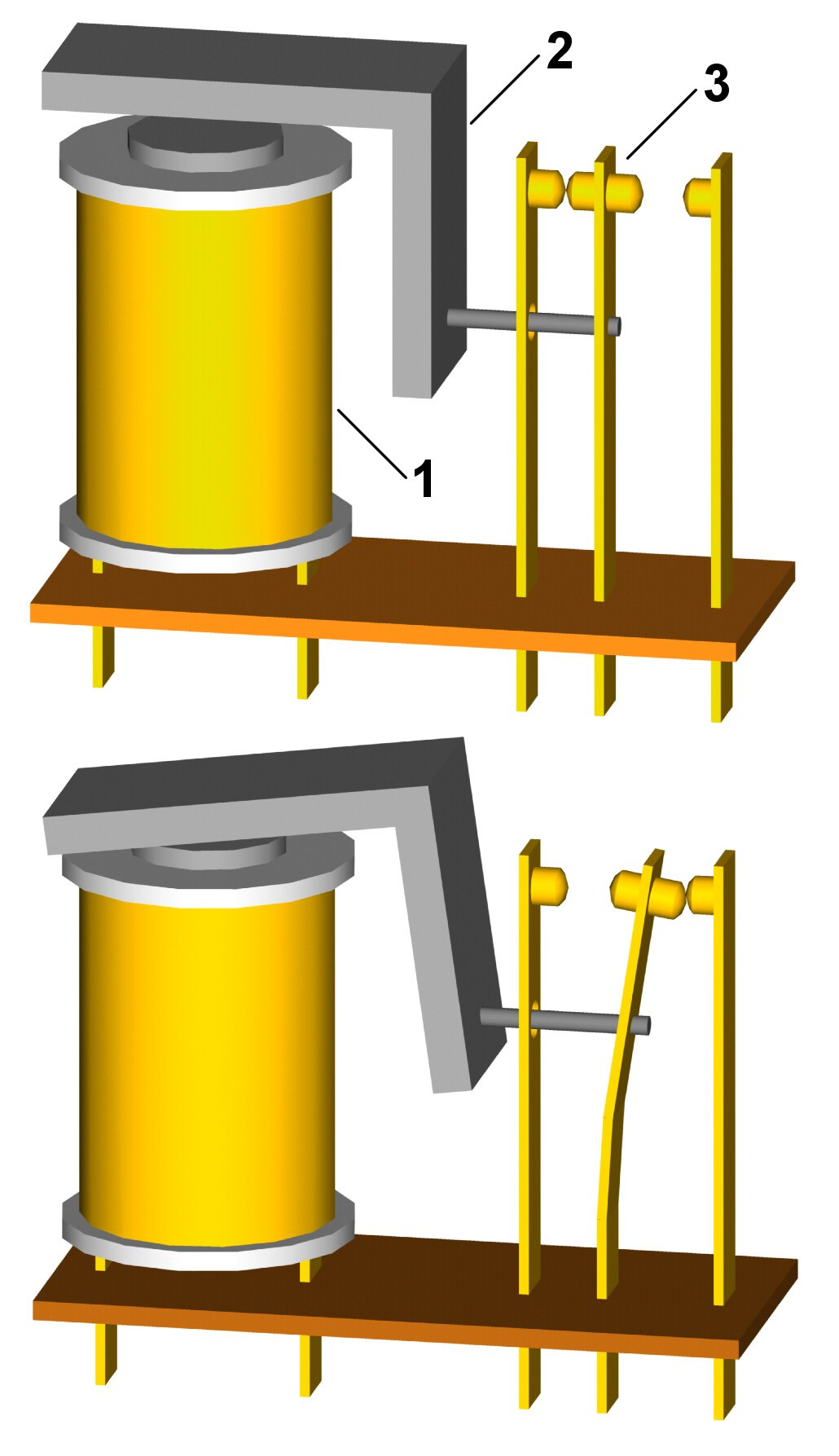
Elementy i zasada działania przekaźnika elektromagnetycznego:
1. cewka (elektromagnes)
2. zwora (kotwica)
3. styk roboczy

Przekaźnik elektromagnetyczny załączający obwód prądu zmiennego

Przekaźniki elektromagnetyczne działają na zasadzie elektromagnesu: prąd płynący w zwojnicy przekaźnika wywołuje pole magnetyczne, które przyciąga stalową zworę (zwaną też kotwicą) zamykającą lub otwierającą odpowiedni styk lub ich zestaw.

#### Zasada działania przekaźnika
- Przekaźnik ma trzy układy:
  - układ odbiorczy – przeznaczony do odbioru zasilania prądu stałego lub przemiennego małej częstotliwości i składający się ze zwojnicy nawiniętej na stalowym rdzeniu
  - układ pośredniczący – zmieniający energię elektryczną układu odbiorczego na energię strumienia magnetycznego, który pojawia się w obwodzie magnetycznym złożonym z rdzenia, zwory i jarzma
  - układ wykonawczy, który uruchamia pod działaniem zwory zestawy styków (sprężyn stykowych).

- Płynący w cewce prąd wytwarza strumień magnetyczny, który przyciąga zworę do rdzenia, a jej ruch oddziałuje na zestaw sprężyn stykowych.
- Rodzaje zestyków:
  - zestyk zwierny: „T” (zamyka się przy zadziałaniu zwory)
  - zestyk rozwierny: „R” (otwiera się przy zadziałaniu zwory)
  - zestyk przełączający: „RT”, „PR”
  - zestyk przełączny bezprzerwowy (przełącza się przy przeciągnięciu zwory, przy czym zestyk zwierny zamyka się przed rozwarciem styku rozwiernego).

### Przekaźniki cyfrowe
Przykładem elektronicznego przekaźnika sterowanego cyfrowo jest bramka transmisyjna.

### Przekaźniki czasowe

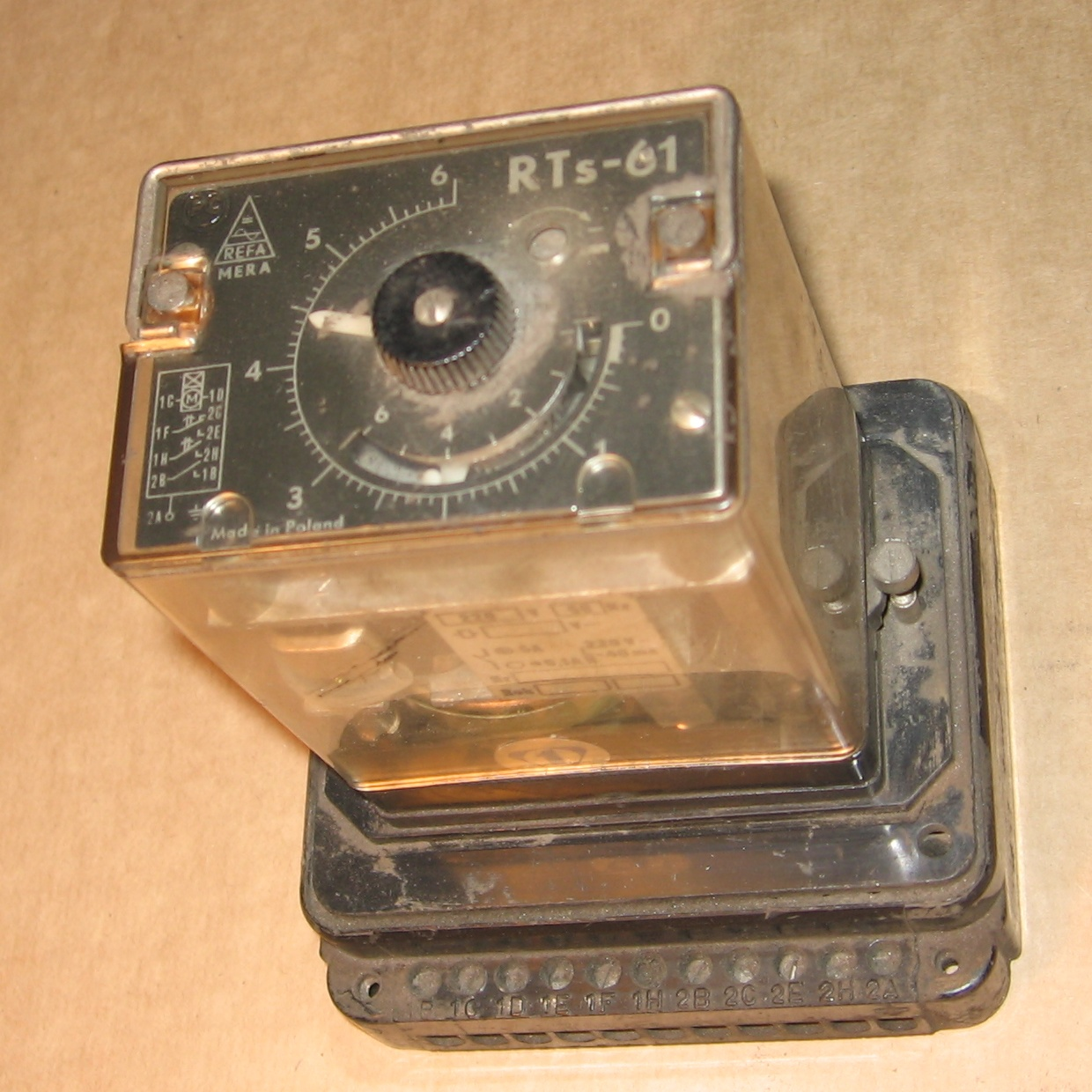
Elektromagnetyczny przekaźnik czasowy; obciążalność styków 5A

Przekaźnik czasowy jest urządzeniem, którego mechanizm lub układ realizuje różne funkcje czasowe, na przykład opóźnione załączanie, opóźnione odpadanie, impulsowanie.

### Przekaźniki priorytetowe
Przekaźnik priorytetowy – urządzenie nadzorujące w sposób ciągły pobór prądu w obwodzie priorytetowym, pozwalające na ograniczenie mocy przyłączeniowej; w czasie uruchomienia się jednego z urządzeń (odbiorników priorytetowych) o dużej mocy (np. czajnika czy przepływowego podgrzewacza wody), po przekroczeniu nastawionej wartości przekaźnik wyłącza inny odbiornik energochłonny niepriorytetowy (np. elektryczne ogrzewanie akumulacyjne, matę grzejną). Przekaźniki takie stosowane są między innymi wtedy, gdy w obwód prądowy podłączone są co najmniej dwa odbiorniki dużej mocy, mogące pracować niezależnie, ale ich jednoczesna praca spowodowałaby zadziałanie zabezpieczeń nadprądowych (przeciążeniowych). Przekaźnik priorytetowy może być też używany do sygnalizacji nadmiernego poboru mocy.

### Przekaźniki bezpieczeństwa
Przekaźnik bezpieczeństwa jest to przekaźnik przeznaczony do ważnych pod względem bezpieczeństwa układów sterowania urządzeń (silników elektrycznych, maszyn przemysłowych), tzw. emergency shutdown system. Zawiera przeważnie dwa nadmiarowe zestyki, które są załączane przez dwie niezależne linie obwodów bezpieczeństwa. Cewka obwodu zezwolenia na pracę zostaje załączona, dopiero gdy oba zestyki zostaną zwarte w tym samym czasie (czas między załączeniami tych zestyków będzie mniejszy od założonego). W przypadku awarii, to znaczy wciśnięcia przycisku bezpieczeństwa (tzw. grzybka), przecięciu bramki świetlnej, uaktywnienia innych zabezpieczeń lub w przypadku zwarcia obwodów bezpieczeństwa następuje rozwarcie obwodu dopuszczenia, maszyna przechodzi w stan emergency shutdown (emergency stop), czyli jest odłączana od zasilania.

### Przekaźniki zatrzaskowe

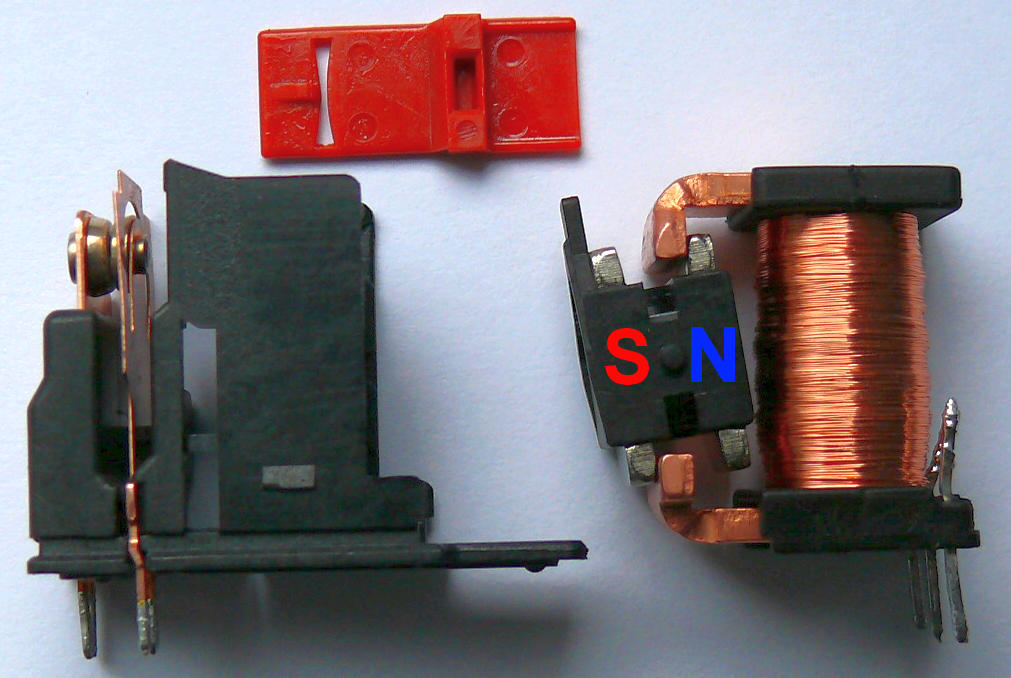
Elektromagnetyczny przekaźnik zatrzaskowy (inaczej bistabilny)

Przekaźnik zatrzaskowy ma dwa spoczynkowe stany. Przekaźniki te są również nazywane „impulsowymi”, „podtrzymującymi”, „bistabilnymi”, „pamięciowymi”. Gdy prąd zostanie wyłączony, przekaźnik pozostaje w ostatnim stanie. Osiąga się to za pomocą elektromagnesu pracującego z mechanizmem zapadkowym lub za pomocą magnesu trwałego do przytrzymania styków w pozycji, gdy cewka jest niezasilana. W przekaźniku z mechanizmem zapadkowym pierwszy impuls prądu podany na cewkę załącza przekaźnik, a drugi impuls rozłącza go. W przekaźniku z magnesem trwałym z dwoma uzwojeniami cewki impuls na pierwsze uzwojenie załącza przekaźnik, a impuls na drugie uzwojenie rozłącza przekaźnik. Przekaźnik z jednym uzwojeniem cewki wymaga impulsów prądu o przeciwnej biegunowości, aby przełączyć stan. Ten rodzaj przekaźników ma tę zaletę, że zużywa energię tylko chwilowo, gdy jest on przełączany, a zachowuje ostatnie ustawienia przy zaniku zasilania.

## Konfiguracja
W obwodach sterowania i automatyki często stosuje się skomplikowane systemy przekaźników. Jeden przekaźnik reaguje na przykład na wzrost prądu, drugi na spadek napięcia, zaś trzeci pobudzi się tylko wtedy, gdy zadziałają poprzednie dwa. Dzięki temu można stosować złożone systemy decyzyjne.
W automatyce elektroenergetycznej przekaźniki stosowane są do ochrony obiektów przed skutkami zwarć i innych niepożądanych zjawisk.
Wiedząc, że podczas zwarcia zazwyczaj znacznie rośnie prąd, można zabezpieczyć obiekt przed skutkami zwarć, włączając w obwód przekaźnik nadprądowy. Jeżeli prąd w obwodzie wzrośnie powyżej nastawionej wartości (na przykład 120% wartości znamionowej), przekaźnik pobudzi się i zewrze obwód cewki wyłącznika. To spowoduje otwarcie wyłącznika i tym samym przerwanie obwodu głównego, w którym płynie prąd zwarciowy. Jednocześnie ten sam przekaźnik może zewrzeć obwód sygnalizacyjny, informując o awarii, a także, na przykład, doprowadzić do pobudzenia innych przekaźników, odpowiedzialnych za załączenie zasilania rezerwowego.

## Różnica między stycznikiem a przekaźnikiem
Styczniki, jak i przekaźniki działają na takiej samej zasadzie – poprzez załączenie przekazują dalej sygnał, zależnie od konstrukcji może to być na przykład sygnał prądowy albo napięciowy. Zasadnicza różnica polega na tym, że stycznikami nazywa się urządzenia do załączania układów silnoprądowych podczas gdy przekaźnikami takie urządzenia, które załączają (czyli przekazują) sygnały niskoprądowe lub sygnały o potencjale zerowym. Innymi słowy stycznikami załącza się na przykład silniki elektryczne, przekaźniki natomiast stosowane są do podawania sygnałów sterujących przykładowo do lub od programowalnych sterowników logicznych. Zestyki przekaźników mają stosunkowo niewielką obciążalność prądową (prąd roboczy zestyków zwykle wynosi od 1 do 10 A a napięcie cewki 12 V lub 24 V). Dlatego przekaźnik jest wyposażony w znacznie mniejszy elektromagnes niż stycznik, a styki nie mają dodatkowych urządzeń do gaszenia łuku elektrycznego. Trwałość przekaźników jest bardzo wysoka (do kilkudziesięciu milionów łączeń) w porównaniu do stycznika (do kilkudziesięciu tysięcy łączeń).
Układami stycznikowo-przekaźnikowymi nazywa się aparaty elektryczne, w których styczniki są elementami wykonawczymi (włączają i wyłączają w odpowiedniej chwili odpowiednie obwody robocze), przekaźniki natomiast sterują pracą styczników, powodując wzbudzanie cewek styczników w zależności od określonych czynników (czasu, prędkości i tym podobnych).